# ギャランティー
ギャランティー（英: guarantee、英: guaranty）とは、英語で保証（品質保証を含む）や担保を意味する概念。契約上の出演料などの派生的な意味もある。

## 英米法上の保証・担保
guarantyには金銭債務の保証の意味がある。ただし、取引実務上は品質保証など物品に関する保証を意味することがある。
guarantyとsuretyship
guarantyとsuretyshipは同義で用いられることもあるが、米国法では後者を保証契約関係の意味で区別することがある。suretyは保証人が債務を履行したとき求償権が生じるものをいう場合が多い。ただし統一商事法典（UCC）はguarantyにsuretyを含める。
guarantyとwarranty
guarantyはwarrantyと同じく物品に関する担保（製品の品質保証など）の意味で用いられていたこともあり、取引実務上はその用例が残っている。
warrantyには、与えられる権原、提供される情報、製品の品質基準などに関する担保（保証）の意味がある。

## 派生的意味
派生的に以下のような意味でも用いられる。
- テレビ番組・映画などの契約出演料（一般に言う「ギャラ」） - 和製英語とされている[6][注釈 1]。転じて、アニメ・各種ゲームソフトなどの製作に、特にフリーランスや外注の立場で携わる、各種契約スタッフ・キャラクターデザイナー・声優・監督などの人件費のことを指すこともある。
- コンピュータネットワーク業界で帯域があらかじめ保証されたサービスのこと。